# Jason Chen
Jason Chen (tiếng Trung: 陳以桐; bính âm: Chén Yǐtóng, Trần Dĩ Đồng; sinh 1988) là một nam ca sĩ nhạc pop người Mỹ gốc Đài Loan. Anh khởi đầu sự nghiệp âm nhạc với tư cách là ca sĩ thực hiện cover trên YouTube, mà từ đó, anh đã thu hút được một lượng theo dõi và chia sẻ khá lớn trên cộng đồng mạng xã hội. Sau những thành công đó, anh đã phát hành hàng chục đĩa đơn và bốn album đầy đủ.

## Tiểu sử
Chen sinh ngày 12 tháng 11 năm 1988 ở Boston với cha mẹ là người Đài Loan nhưng sớm chuyển đến Arcadia, California, khi anh được vài tháng tuổi. Anh theo học UCLA năm 2006 và tốt nghiệp năm 2010 với bằng Cử nhân Kinh tế. Mặc dù lớn lên ở Hoa Kỳ, anh ấy vẫn có thể nói trôi chảy bằng tiếng Trung phổ thông; do đó, có thể dễ dàng giao tiếp với người hâm mộ của mình ở Đài Loan thông qua kênh thứ cấp của mình - JasonChenAsia. Hơn nữa, mẹ của Chen là một giáo viên piano, vì vậy anh có lợi thế lớn lên dưới ảnh hưởng của âm nhạc và được trao cơ hội học nhiều nhạc cụ khác nhau, như piano, guitar và violin. Chen đã phát hiện ra tài năng thanh nhạc của mình vào năm 18 tuổi khi anh đang lên kế hoạch cầu hôn cho người yêu thời trung học của mình. Sau khi tốt nghiệp UCLA, anh trở thành kế toán khoảng một năm, nhưng sau đó quyết định chủ yếu tập trung vào sản xuất âm nhạc.

## Sự nghiệp
Jason Chen bắt đầu sự nghiệp âm nhạc từ năm 2007 khi anh đang học năm thứ hai đại học. Ban đầu, Jason Chen phát triển từ việc trình diễn cover các bài hát của các nghệ sĩ âm nhạc nổi tiếng và đăng tải trên YouTube.
Sau đó, anh đã phát hành album, Gravity và đĩa đơn "Best Friend", tính đến thời điển hiện tại đã có hơn 21 triệu lượt xem. Anh cũng đã biểu diễn ở nhiều quốc gia khác nhau như Úc, Canada, Trung Quốc, Indonesia, Ý, Malaysia, Singapore và Đài Loan, cũng như trên khắp Hoa Kỳ. Mặc dù ban đầu Jason không nhận được phản hồi tích cực, nhưng anh đã bắt đầu nổi tiếng hơn vào năm 2010.
Được khuyến khích bởi thành công của mình, Chen đã phát hành album gốc đầu tiên của mình, "Gravity". Sau đó, anh phát hành album gốc thứ hai và thứ ba của mình, "Never for Nothing" và "What If Acoustic"  vào năm 2013.
Vào năm 2014, Chen đã biểu diễn trên sân khấu chính tại lễ hội ẩm thực California 626 Night Market.

## Danh sách đĩa hát
- Gravity - 2011 [9]
- Jie Sheng Qian (album bìa Đài Loan) - Tháng 2 năm 2013 [10]
- Never for Nothing - Tháng 4 năm 2013 [11]
- What If - tháng 11 năm 2013 [11]
- Glass Heart - Tháng 12 năm 2014 [11]